# ژان-پل هیناکو اولیای
ژان-پل هیناکو اولیای (فرانسوی: Jean-Paul Hinako Oulaï‎؛ زادهٔ ۱۹ سپتامبر ۱۹۹۰) بازیکن فوتبال اهل مالی است.
وی همچنین در تیم ملی فوتبال مالی بازی کرده است.